# Appuntamento a Liverpool
Appuntamento a Liverpool è un film drammatico del 1988 diretto da Marco Tullio Giordana.

## Trama
Caterina è una ventenne cremonese, orfana di padre, morto davanti ai suoi occhi tre anni prima a Bruxelles nella strage dell'Heysel. Commessa in un negozio, vive tentando di dimenticare il dramma nonostante sia ossessionata da visioni e incubi.
Un ispettore di polizia britannico, determinato a consegnare alla giustizia tutti i responsabili, la convoca nuovamente quale testimone oculare, essendo emersi nuovi elementi. Caterina riconosce quale assassino un giovanotto di Liverpool, un modesto conduttore di taxi. La ragazza, tuttavia, preferisce tacere e anzi si appropria della foto segnaletica per poterlo rintracciare e operare la sua vendetta, avvalendosi di una pistola ottenuta da una gang criminale locale la quale, a sua volta, cerca di dissuaderla; secondo il commento del boss, la foto descrive un uomo distrutto, senza più alcun desiderio di vivere.
I due si incontrano una sera in città, quando la ragazza gli chiede una corsa fino al Cavern Club: qui Caterina fa per sparargli dal sedile posteriore, ma non si avvede che l'arma ha la sicura inserita, perdendo l'attimo. Tutt'altro che demotivata, qualche giorno dopo la ragazza si reca nei pressi della casa del tassista, in un anonimo sobborgo, aspettando che l'uomo esca in strada, ma stavolta non è solo: reca con sé la figlia piccola, che a malapena cammina. I due si allontanano ignari, sotto gli occhi di una Caterina attonita, conscia di avere raggiunto «troppo tardi» il responsabile della morte del padre.